# Achondrite primitive

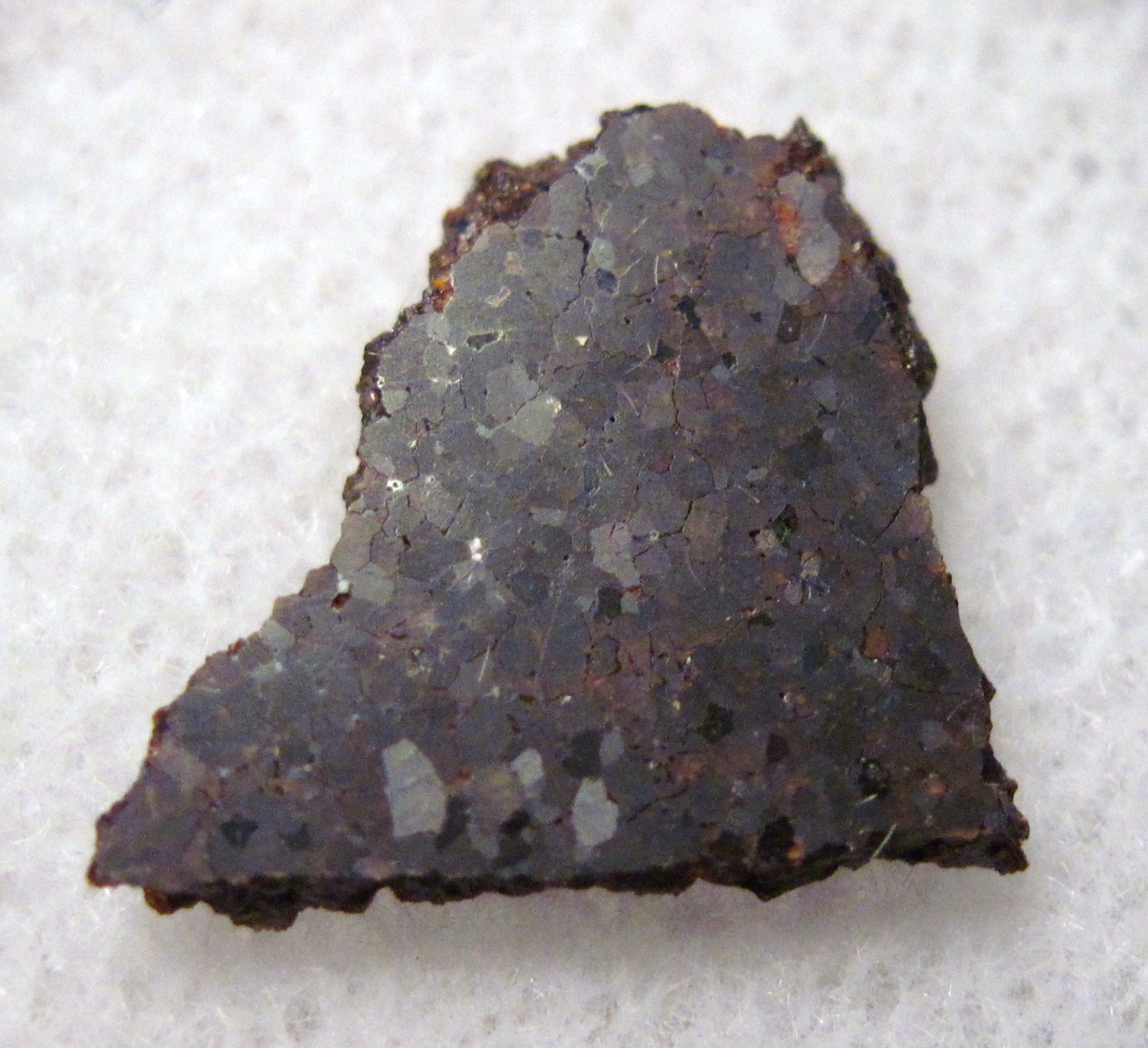
NWA 3151, une brachinite.

Les achondrites primitives sont une classe ou un groupe de météorites, intermédiaires entre les chondrites et les (vraies) achondrites. On les appelle achondrites parce qu'elles ne comportent pas de vrais chondres et qu'elles ont clairement subi des événements de différenciation (fusion partielle et recristallisation). On les qualifie de primitives parce qu'elles ont conservé une partie des caractères primitifs propres aux chondrites (souvent des reliques de chondres et une composition chimique voisine de celle des chondrites). On explique leurs propriétés par une différenciation inachevée du matériau astéroïdal qui, sans différenciation, a produit les chondrites,.

## Histoire
La reconnaissance et la délimitation de l'ensemble constitué par les achondrites primitives ont été réalisées en 1983.
Les achondrites primitives sont généralement considérées comme un groupe au sein des achondrites, mais la classification de Weisberg (2006) en fait une classe à part entière, au même niveau que les chondrites ou les (vraies) achondrites. Cette classe regroupe toutes les météorites ayant subi une fusion seulement partielle (la température dans leurs corps parents a dépassé leur solidus mais sans atteindre leur liquidus).

## Caractéristiques
Le début de différenciation (fusion partielle  et recristallisation) du matériau à l'origine des achondrites primitives est attesté par leur texture, et notamment par les joints de grains, qui forment des angles voisins de 120°.
Le caractère primitif des achondrites primitives est indiqué par la présence fréquente de chondres reliques (c'est-à-dire des assemblages minéralogiques très transformés, mais qui ont gardé la forme générale d'un chondre), notamment dans les acapulcoïtes et les lodranites, mais aussi par des compositions chimiques (en éléments majeurs comme en éléments-traces) et isotopiques (concernant l'oxygène) proches de celles des chondrites.
Les lodranites sont considérées comme des résidus de fusion partielle (des portions non fondues du matériau initial), tandis que les acapulcoïtes sont considérées comme des produits de cette fusion partielle (elles se sont formées par cristallisation du liquide). Pour les uréilites et les brachinites c'est moins clair, il peut s'agir de résidus ou bien de cumulats.

## Subdivisions
La classe des achondrites primitives est subdivisée en plusieurs groupes :
- uréilites ;
- brachinites ;
- acapulcoïtes ;
- lodranites ;
- winonaïtes ;
- fers IAB (en) ;
- fers IIICD (en).

Les deux derniers groupes ne sont pas classiquement rangés parmi les achondrites mais parmi les météorites de fer. Dans la classification de 2006 ils rejoignent les achondrites primitives parce qu'ils sont riches en enclaves silicatées dont la texture et la composition appartiennent au domaine des achondrites primitives (les groupes restant classés parmi les météorites de fer ont subi une différenciation complète).
Il existe aussi des achondrites primitives trop particulières pour être rangées dans l'un de ces groupes. La météorite de Zakłodzie (en), une sidérolithe tombée en 1998 près du village de Zakłodzie (voïvodie de Lublin, Pologne), est l'une de ces achondrites primitives non groupées.
- Exemples d'achondrites primitives groupées et non groupées

"Exemples
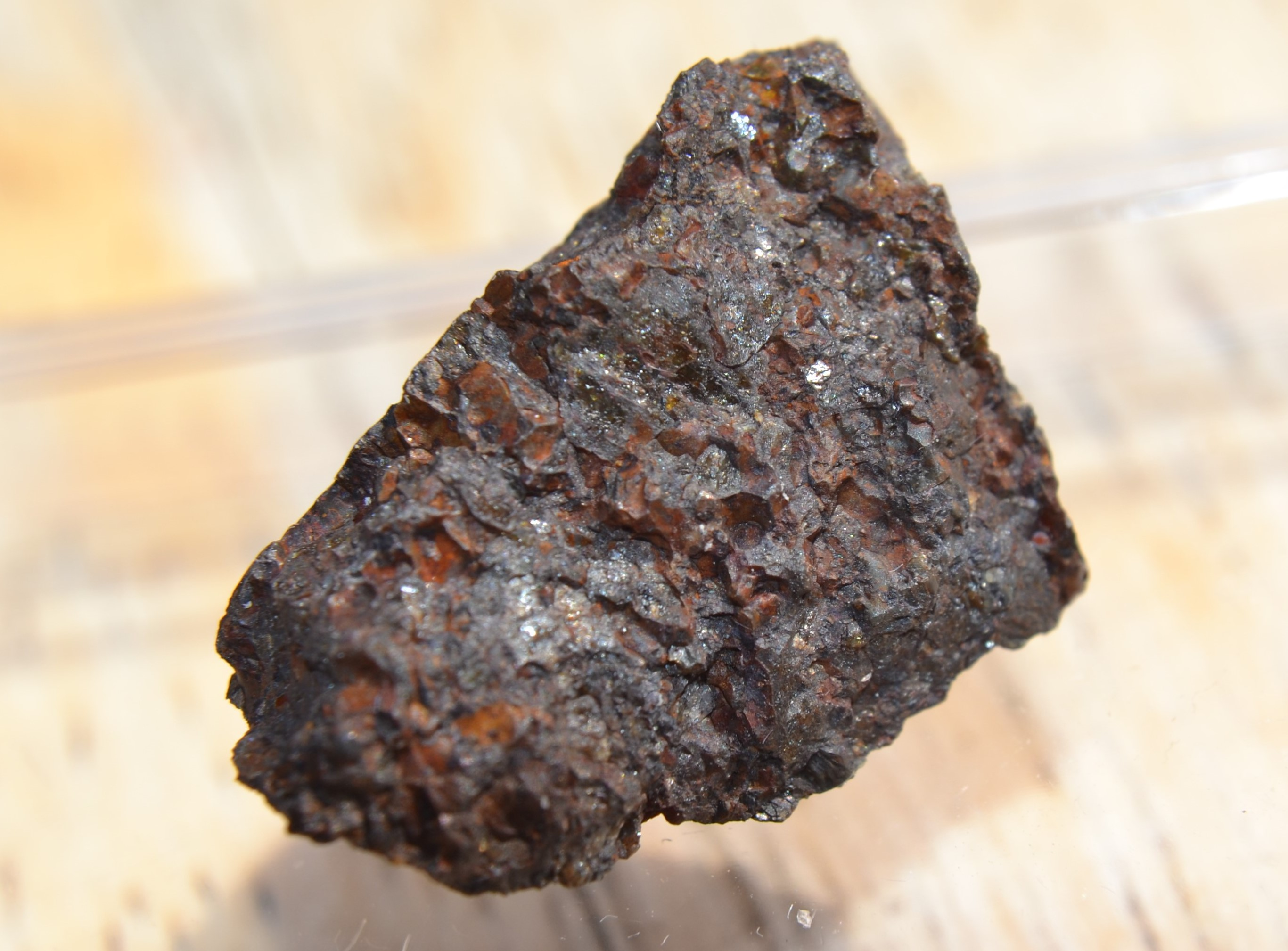
NWA 2625, une uréilite. Masse : 250 g.
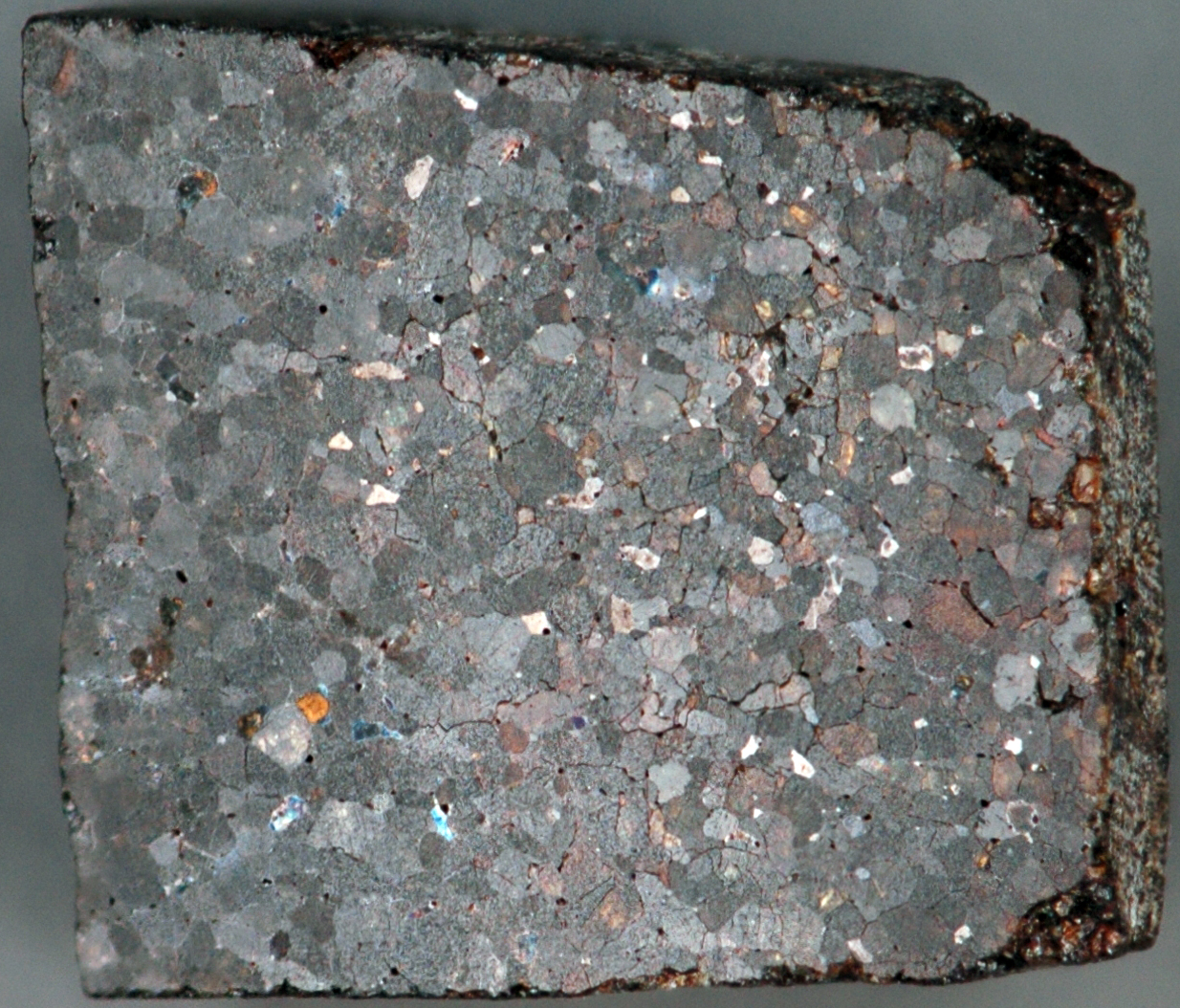
NWA 3151, une brachinite. Largeur : 1,3 cm.
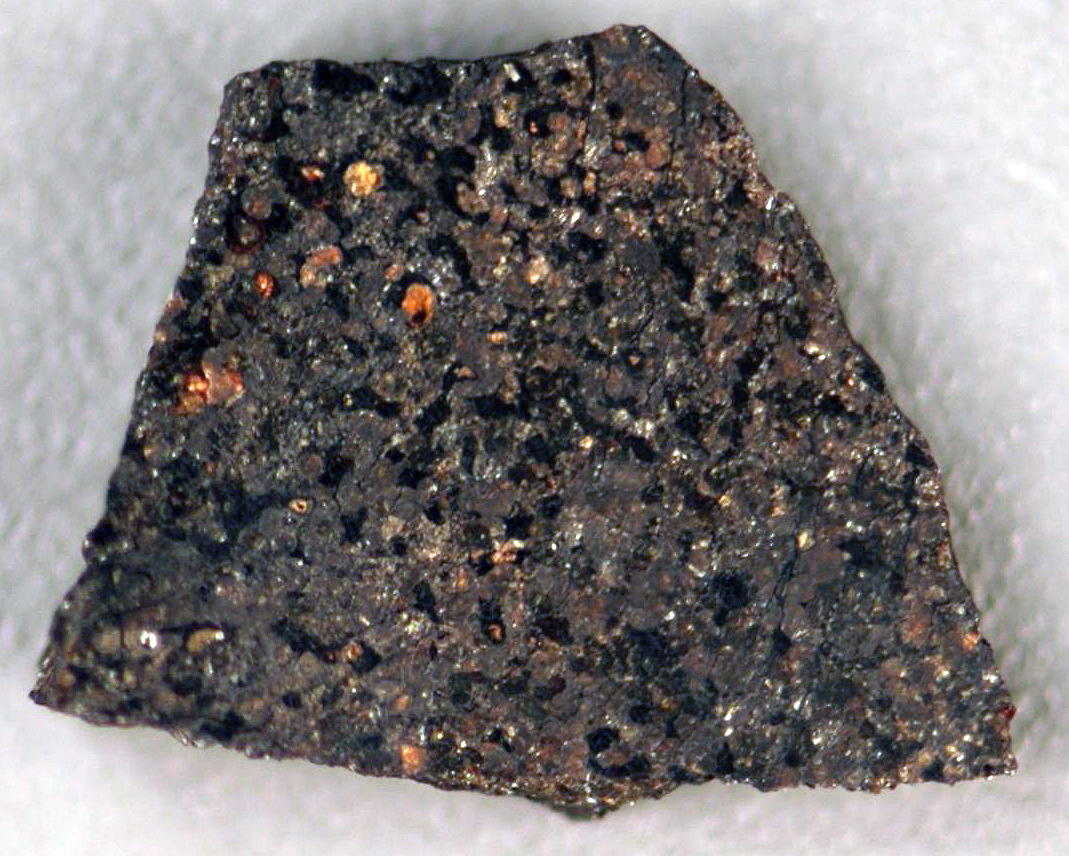
NWA 2989, une acapulcoïte. Largeur : 1,3 cm.
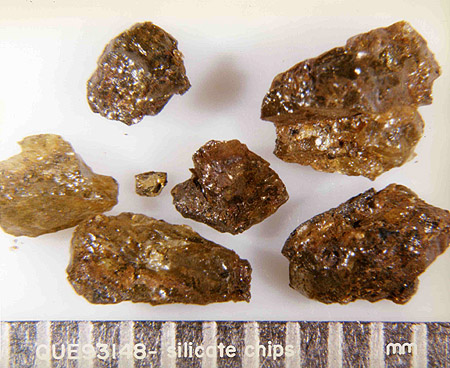
Plusieurs lodranites.
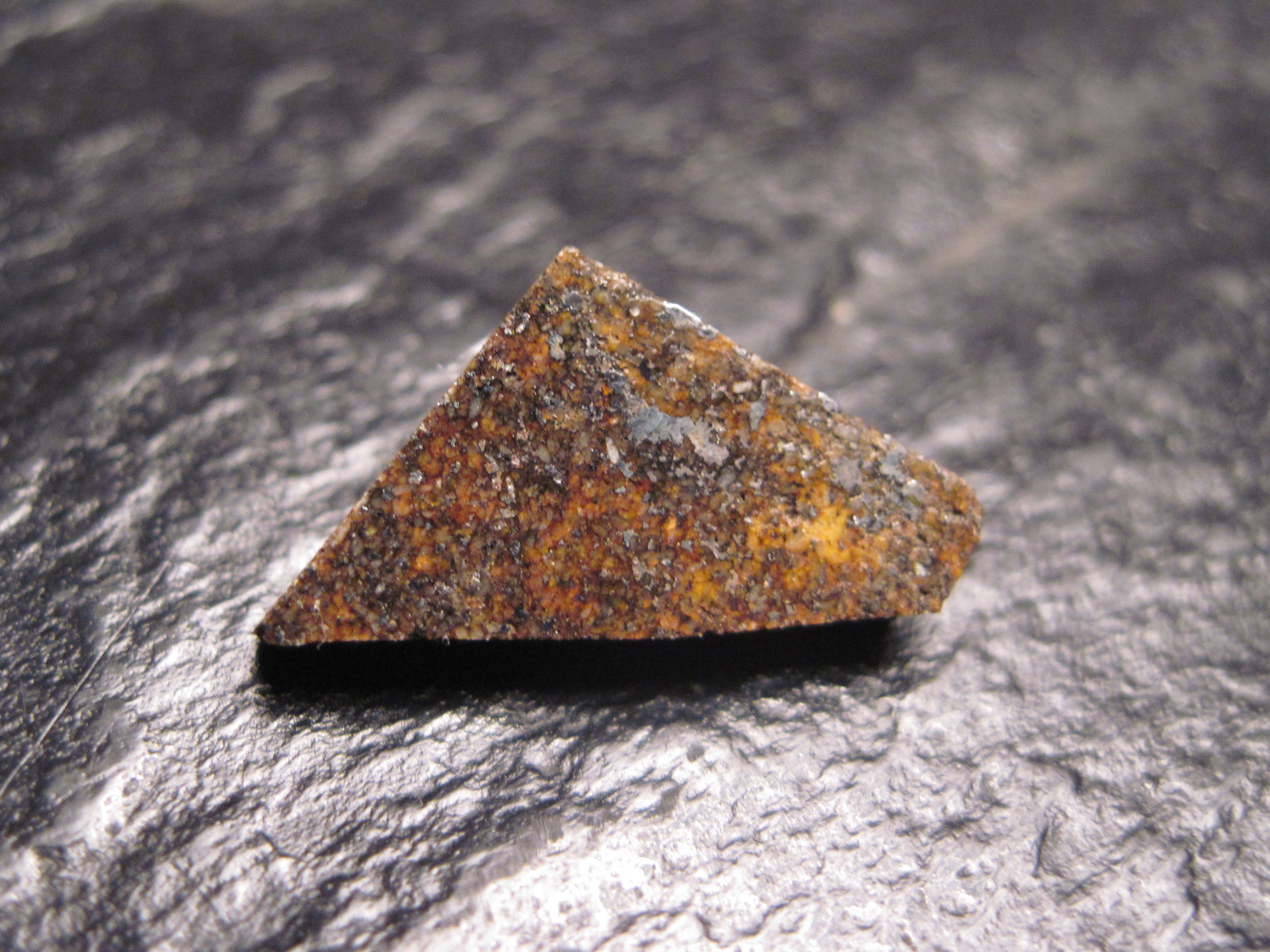
Météorite de Zakłodzie (en), une achondrite primitive non groupée. Masse : 1,08 g.